# 知識階層
知識團體 （英語：Intelligentsia，拉丁語：intelligentia）是由從事複雜的智能勞動且旨在傳播某種文化的人所組成的社會團體。因此，從作家、藝術家到學校教師、書籍的讀者都可被包括在此概念中。在革命前的俄羅斯，此概念最初被用於形容在文化上和政治上有主動性的人。知識團體的俄語Интеллигенция一詞被定義為「接受了專業教育，在科學、技術和文化等特殊領域具備平均水準以上之能力的心勞者」。但Интеллигенция更具體地指於公元十九世紀中葉在俄羅斯出現的知識分子，他／她們「道德感強烈、有深重的使命感與罪惡感、具有批判意識、與一般大眾疏離以及與官方權力隔絕」。

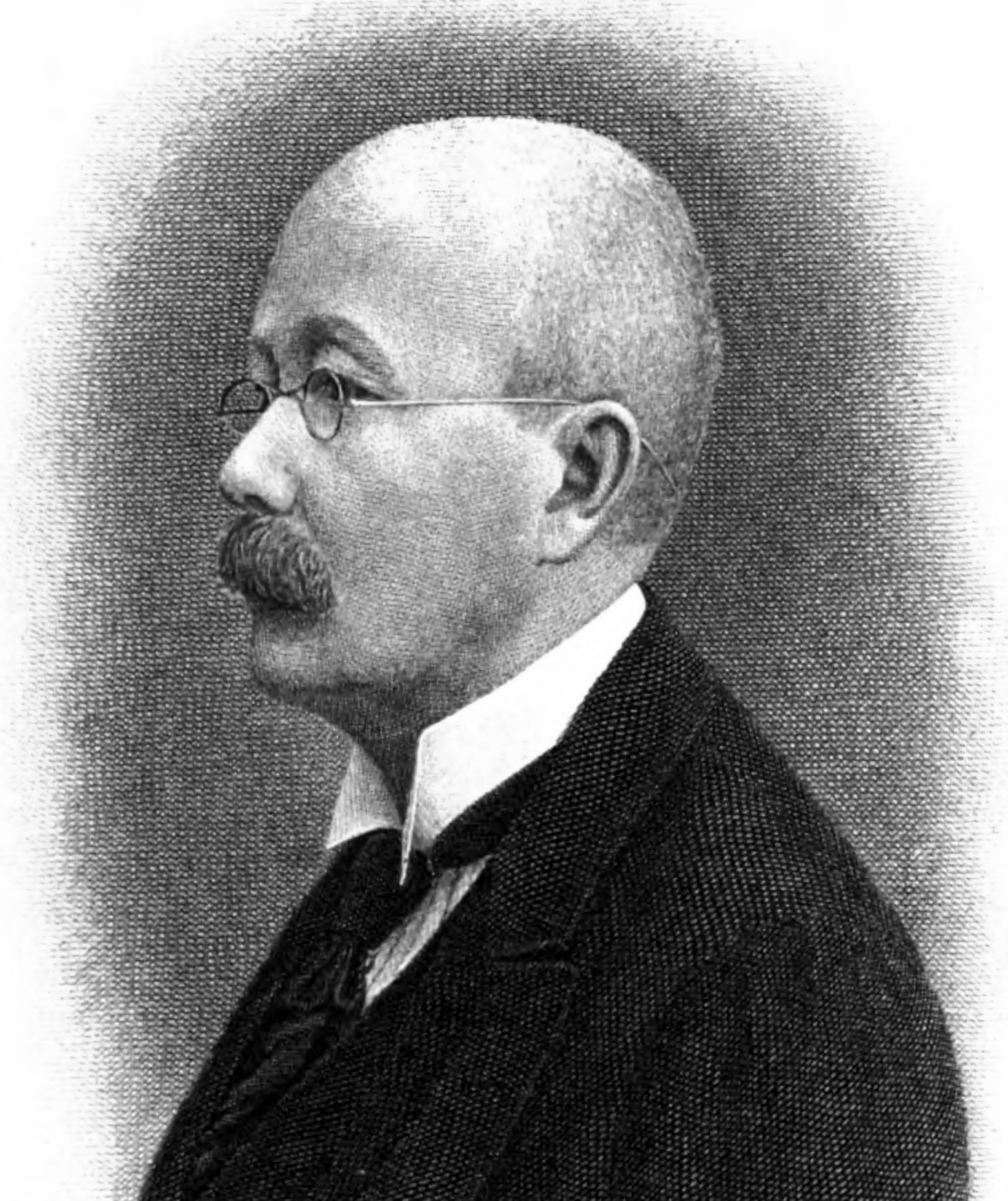
俄羅斯作家彼得·博博里金將知識分子定義為：社會的管理者、社會高雅文化的創造者。

1860 年代，記者彼得·博博里金（Pyotr Boborykin）普及了「知識分子」一詞，以識別和描述俄羅斯社會階層，即受過大學教育、從事智力職業（法律、醫學、工程、藝術）的人，他們創造了文化和藝術。社會運作的主導意識形態。
根據維塔利·特皮金（Vitaly Tepikin）博士的理論，知識分子通常具有的特徵是：
1. 具有先進的道德理想、對鄰居的道德敏感度、表達的機智和溫和；
2. 富有成效的腦力勞動以及持續的自我教育；
3. 擁有基於對人民的信仰的愛國主義，以及對大小祖國無盡的、無私的愛；
4. 知識分子各階層與生俱來擁有創造力，亦有禁慾主義傾向；
5. 具有獨立人格，言論自由； 對政府持批評態度，公開譴責不公現象；
6. 憑良心忠於原則，在壓力下保持優雅，有克己的傾向；
7. 對現實的模糊認知，導致政治上的反覆無常，有時甚至演變成保守主義；
8. 擁有怨恨感，匯因政治和政策未如願而從公共領域退出到內部群體；
9. 擁有關於藝術、思想和意識形態的爭論，並因此劃分了知識分子的不同群體。[6]

## 翻譯
中國學者通常將俄語Интеллигенция（英語：Intelligentsia）一詞翻譯成知識階層，以強調其共同使命，強調它是一個知識人組成的共同體；而將интеллектуалы（英語：intellectuals）譯為知識分子，強調其職業特徵和教育特徵。事實上，Интеллигенция 一詞在不同文獻中也被翻譯成知識分子。魯迅在《三間集》中將該詞翻譯成「印貼利更追亞」。
余英時在《中國知識階層史論》一书中使用知識階層的概念， 用以阐述分析中国历史上的士大夫階級。
孫中山認為，知識階級裡面，「就是有有害的知識，沒有有益的知識。」

## 代表人物

### 十九世紀俄羅斯知識階層代表人物
- 尼古拉·車爾尼雪夫斯基
- 維薩里昂·別林斯基
- 尼古拉·杜勃羅留波夫